# Dominic Iorfa
Dominic Iorfa (Southend-on-Sea, 24 juni 1995) is een Engels voetballer die bij voorkeur als rechtsback speelt. Hij speelt bij Sheffield Wednesday. Hij is de zoon van Nigeriaans international Dominic Iorfa en schopte het zelf tot Jong Engeland.

## Clubcarrière
Iorfa speelde in de jeugd bij Southend United en Wolverhampton Wanderers. Tijdens het seizoen 2013/14 speelde hij zeven wedstrijden op huurbasis voor Shrewsbury Town. Op 18 maart 2014 speelde de Engels jeugdinternational zijn eerste wedstrijd voor zijn tijdelijke werkgever tegen Colchester United. Op 6 december 2014 debuteerde hij in de Football League Championship tegen AFC Bournemouth. In zijn debuutseizoen speelde Iorfa 20 competitieduels voor The Wolves.
Hij werd op 18 maart 2014 voor een maand verhuurd aan League One-club Shrewsbury Town en maakte diezelfde dag nog zijn debuut voor de ploeg als invaller tijdens een 0-1 nederlaag bij Colchester United. Zijn eerste basisplaats kwam elf dagen later tegen Walsall FC (1-0 verlies). Iorfa kwam uiteindelijk zeven duels in actie voor de club. Hierna keerde hij terug naar Wolves en groeide uit tot vaste rechtsback van de ploeg. In januari 2015 werd hij verkozen tot Young Player of the Month en diezelfde dag had hij met een assist een bijdrage aan de 3-0 overwinning van Wolverhampton op Fulham FC.
Op 14 juli 2017 werd Iorfa voor een seizoen verhuurd aan Ipswich Town. Hij maakte 25 optredens en scoorde in een 4-2 thuisoverwinning op Nottingham Forest op 2 december. Op 31 januari 2019 verhuisde Iorfa naar Sheffield Wednesday voor een niet bekendgemaakte bedrag.

## Interlandcarrière
Iorfa kwam reeds uit voor meerdere Engelse nationale jeugdselecties. In 2015 debuteerde hij in Engeland –21.